# Szingapúr hadereje
Szingapúr hadereje három haderőnemből áll: a szárazföldi haderőből, a légierőből és a haditengerészetből.

## Fegyveres erők létszáma
- 60 500 fő (melyből 39 800 fő sorozott)
- Szolgálati idő a sorozottaknak: 30 hónap
- Tartalékos: 312 500 fő

## Szárazföldi erők
Létszám
50 000 fő
Állomány
- 9 gyalogoszászlóalj
- 4 közepes felderítő páncélos zászlóalj
- 1 kommandózászlóalj
- 4 műszaki zászlóalj
- 4 tüzérosztály
- 1 légi mozgékonyságú zászlóalj
- 1 deszantzászlóalj

Tartalék
- 9 gyalogosdandár

Felszerelés
- 100 db harckocsi (Centurion)
- 350 db közepes harckocsi (AMX–13SM1)
- 22 db felderítő harcjármű
- 27 db páncélozott gyalogsági harcjármű
- 750 db páncélozott szállító jármű
- 206 db vontatásos tüzérségi löveg

## Légierő
Létszám
6000 fő
Állomány
- 6 közvetlen támogató század
- 1 felderítő század
- 2 szállító repülő század
- 2 harci helikopteres század
- 4 szállító helikopteres század
- 1 légvédelmi hadosztály

Felszerelés
- 126 db harci repülőgép (A–4SV, F–16 A/B/C/D, RF–5)
- 20 db szállító repülőgép
- 28 db harci helikopter
- 57 db szállító helikopter

## Haditengerészet
Létszám
4500 fő
Hadihajók
- 2 db tengeralattjáró
- 24 db járőrhajó
- 4 db aknarakó/szedő hajó
- 5 db deszanthajó
- 2 db vegyes feladatú hajó